# Schitu Golești
Schitu Golești – wieś w Rumunii, w okręgu Ardżesz, w gminie Schitu Golești. W 2011 roku liczyła 1541 mieszkańców.